# Romanian Top 100
Le Romanian Top 100, connu aussi sous les noms de Romanian Singles Chart, Romanian Airplay Chart ou Romanian Singles Airplay Chart, est le classement national des singles de la Roumanie jusqu'en 2012. Fondé en 1996, il s'agit d'un classement musical établi sur la compilation de classements issu de plusieurs stations radio locales roumaines. Le Romanian Top 100 est publié et présenté chaque semaine lors d'une émission de radio qui débuta en 1998. La compilation du classement est d'abord réalisée par Body M Production A-V, puis par Nielsen et Media Forest. Dans les années 2010, le classement est présenté via un podcast sur Kiss FM, mais l'émission prend fin en février 2012. Depuis, elle est remplacée par la présentation du classement Airplay 100.

## Historique et méthode de compilation
Le Romanian Top 100 est fondé en 1996, avec le premier classement annuel publié en 1997. À partir de 1998, le classement hebdomadaire est présenté à la radio pendant une émission de deux heures intitulée Romanian Top 100 Radio Show. Créée par VentoStudio, l'émission est animée par le disc jockey Adi Simion. Elle est diffusée par 57 stations de radio en Roumanie et est initialement intitulée Romanian Top 100 Bravo Show en raison d'un partenariat avec le magazine Bravo. À partir de 1999, le Romanian Top 100 est compilé par la société Body M Production A-V à l'aide d'un « logiciel spécial ». À ce moment-là, plus de 110 stations radio indépendantes en Roumanie sont prises en compte pour la compilation du classement, chacune soumettant ses propres statistiques de diffusion. Le classement est établi sur le modèle de l'Eurochart Hot 100. Chaque semaine, le résultat de la compilation est envoyé à l'ensemble les stations de radio participantes ainsi qu'aux spécialistes de l'industrie musicale roumaine. La plupart des stations participantes font ensuite leurs propres classements sur la base du classement reçu.
En avril 2001, le Romanian Top 100 compte plus de 250 éditions. En 2005, le nombre de stations radio impliquées dans la réalisation du classement passe à 120, avec plus de 450 éditions. Le classement est inclus dans le calcul de l'European Radio Top 50 de Music & Media, version européenne de Billboard, jusqu'à l'annulation du magazine en 2003,.